# Forever (약속)
《Forever (약속)》은 대한민국의 걸 그룹 aespa의 두 번째 싱글이다. 수록된 곡인 '‘Forever (약속)’은 유영진의 곡인 ‘Forever (아이의 크리스마스 선물을 준비하는 아빠들에게)’를 리메이크한 곡이다. 2021년 2월 5일 발매되었다.

## 수록곡
| #  | 제목               | 작사   | 작곡   | 재생 시간 |
| -- | ------------------ | ------ | ------ | --------- |
| 1. | 〈Forever (약속)〉 | 유영진 | 유영진 | 4:58      |